# Heinz Ellenberg
Heinz Ellenberg ( 1 de agosto de 1913 en Harburg (Elbe) – 2 de mayo de 1997 en Gotinga), fue un biólogo, botánico y ecólogo alemán.
Fue partidario de ver los ecosistemas a través de medios holísticos

## Biografía
Su padre, un maestro de escuela, falleció durante en 1914, durante la Primera Guerra Mundial. De 1920 a 1932 realizó sus estudios en Hannover, donde se inició su interés por la flora y fauna local, conoció a Reinhold Tuexen y terminó el bachillerato en 1932. Comenzó sus estudios de ecología en Montpellier bajo la dirección del suizo Josias Braun-Blanquet, gracias al cual se apasionó por la ecología vegetal, y los prosiguió en Heidelberg y Gotinga, universidad en la que en 1938 sucedió a su antiguo profesor Franz Firbas, tras obtener su doctorado.
En 1947, finalizada la Segunda Guerra Mundial, fue nombrado asistente del ecólogo Heinrich Walter y profesor de la Universidad de Hohenheim, próxima a Stuttgart, donde se familiarizó con los aspectos ecológicos de la agricultura y la fruticultura y desarrolló, a partir de planificaciones ecológicas, algunos procedimientos de distribución parcelaria. Posteriormente regresó a su ciudad natal, Hamburgo, en cuya Universidad ejerció durante cinco años como profesor de ecología vegetal.
De 1958 a 1966 fue director del Instituto Geobotánico Rübel, de la Escuela Politécnica Federal de Zúrich, y en 1966 regresó a Gotinga, para consagrarse especialmente a la ecología experimental. En aquel momento se iniciaba en Alemania el Proyecto Solling, encuadrado en el Programa Biológico Internacional, y tuvo la posibilidad de organizar este programa interdisciplinario.
En 1966 regresó a la Universidad de Gotinga, donde se convirtió en profesor emérito en 1981. Realizó numerosas expediciones y viajes, de duración más o menos larga, particularmente a América del Sur, y también a Asia Menor, Sudáfrica, Japón y todos los países europeos.

## Obra
- Landwirtschafliche Pflanzensoziologie (1949-1952)
- Wiesen und Weiden und ihre standörtliche Bewertung (1952)
- Aufgaben und Methoden des Vegetationskunde (1956)
- Vegetation Mitteleuropes mit den Alpen (1963) ISBN 3-8252-8104-3
- Vegetation Mitteleuropas mit den Alpen in ökologischer, dynamischer und historischer Sicht. - Stuttgart: Ulmer 1996. 5ª ed. 1ª de 1963, ISBN 3825281043
- Ökosystemforschung (1973)
- Zeigerwerte von Pflanzen in Mitteleuropa. - Scripta Geobotanica 1974, 1979, 1992. ISBN 3884525182
- Ökologische Beiträge zur Umweltgestaltung (1983)
- Bauernhaus und Landschaft in ökologischer und historischer Sicht (1990) ISBN 3-8001-3087-4